# Park Slope Jewish Center
 (mars 2024).
Le Park Slope Jewish Center est une synagogue conservatrice située au 1320 Eighth Avenue dans le quartier de Park Slope, à Brooklyn, à New York.
Établie comme congrégation en 1915, elle a porté de 1942 à 1960 le nom de Congrégation B'nai Jacob - Tifereth Israël.

## Description
La synagogue a été construite en 1925 sous le nom de Congrégation orthodoxe B'nai Jacob. Il s'agit d'un bâtiment construit en brique avec des éléments de style roman et baroque. Il présente l'étoile de David sur la maçonnerie extérieure, une rosace et une lucarne en forme de dôme.
Le bâtiment a été inscrit au registre national des lieux historiques en 2002.